# António Augusto da Silva Martins
António Augusto da Silva Martins CvTE • MPCG • CvC (Abrantes, São João/São Vicente, 4/5 de Abril de 1892 – Lisboa, Pedrouços, 3 de Outubro de 1930) foi um médico-cirurgião e médico-militar, grande desportista e mestre de tiro português.

## Biografia
Era filho de João Augusto da Silva Martins e de sua mulher Esperança Augusta, naturais de São Miguel do Rio Torto, tendo três irmãos: Henrique Augusto da Silva Martins, Joaquim Augusto da Silva Martins e João Augusto da Silva Martins Júnior, mais conhecido por Martins Júnior, todos estes também naturais da Freguesia de São Miguel do Rio Torto, pois nasceram no lugar de Carvalhal, junto da antiga moagem.
Fez os estudos primários em Santarém com o Prof. António Pereira do Nascimento e, em 1904, ingressou no Liceu Sá da Bandeira da mesma cidade, do qual se transferiu, porém, em 1905, por vontade dos pais, para o Liceu de Coimbra (hoje Liceu José Falcão), onde foi um distinto aluno.
Em 1911 teria começado a frequentar o Curso de Filosofia, então na Faculdade de Ciências, hoje na Faculdade de Letras, da Universidade de Coimbra, que era os preparatórios para o Curso de Medicina, tal como quatro cadeiras na Faculdade de Medicina da Universidade de Coimbra a iniciar o Curso de Medicina tendo, porém, pedido transferência para a Faculdade de Medicina da Universidade de Lisboa embora os Anuários da Universidade de Coimbra daqueles anos e a documentação no Arquivo da Universidade de Coimbra, nomeadamente os requerimentos de Matrícula do Curso de Filosofia e do Curso de Medicina, respectivamente das Faculdades de Ciências e de Medicina, tal como os Livros de Matrículas e termos de Exames não o mencionem.
Em 1913 começou a frequentar o Curso de Medicina na Faculdade de Medicina da Universidade de Lisboa. Nesse mesmo ano, foi, numa viagem de estudo, a Cabo Verde, e obteve a classificação de 19 valores a Anatomia, facto que lhe valeu ser assistente da cadeira de Anatomia, tendo terminado o Curso de Medicina com elevada distinção em 1917, tornando-se Médico-Cirurgião.
Entretanto, de Joana Rosa, teve um filho natural, que não reconheceu: António Rosa Casaco.
Fora nesse ano de 1917 que Portugal entrou na Primeira Guerra Mundial, razão pela qual, no ano de 1918, foi incorporado como Tenente-Médico no Batalhão de Infantaria N.º 14 (Viseu), 3.ª Brigada, 1.ª Divisão, do Corpo Expedicionário Português, com o qual embarcou para França, a caminho das trincheiras da Flandres. Chegado a França, como o seu Batalhão era da retaguarda, requereu de imediato transferência para o Batalhão de Infantaria N.º 23 (Coimbra), 2.ª Brigada, 1.ª Divisão, sob o comando do Major Hélder, e que ia para a frente de batalha. Aí, como Tenente-Médico, demonstrou ser um bravo combatente, tendo sido condecorado com a Medalha de 1.ª Classe da Cruz de Guerra e a fourragère da Ordem Militar da Torre e Espada, do Valor, Lealdade e Mérito, e tendo participado nas ofensivas contra os Alemães no final da Guerra.
Ainda em França, pois não voltou logo a Portugal em 1918, participou em torneios de Corrida e de Tiro, tendo ficado em 1.º Lugar no Torneio Pershing e recebido o prémio das mãos do General John J. Pershing, Comandante da Força Expedicionária dos Estados Unidos da América que participou na Primeira Guerra Mundial.
Regressou posteriormente a Portugal e conta-se que, após o seu regresso, terá trazido de França o carvalho que hoje se encontra no pátio mesmo junto à antiga moagem, em São Miguel do Rio Torto.
A 28 de Junho de 1919 foi feito Cavaleiro da Ordem Militar de Cristo.
Foi Mestre de Tiro, participou em muitos torneios de Tiro e de Atletismo, tendo ganho muitos destes, destacando-se a sua participação nos torneios de Roma (1927), Amesterdão (1928) e Estocolmo (1929), foi campeão de Tiro.
Participou em duas edições dos Jogos Olímpicos, em 1920, de Antuérpia onde competiu nas provas de Tiro desportivo e em 1924, de Paris, onde, além de novamente participar das provas de tiro, também fez lançamento de disco do atletismo.
Exerceu Medicina em Lisboa, onde conviveu de perto com o Professor António Caetano de Abreu Freire Egas Moniz, futuro Prémio Nobel da Medicina em 1949, e com o Professor Francisco Soares Branco Gentil que, aliás, viria a ser o seu sogro, já que casou em Cascais, Estoril, a 8 de Março de 1926, com a sua filha e de sua mulher Alice Pires Mascarenhas, Maria Madalena Mascarenhas Gentil (Lisboa, 21 de Junho de 1902 - ?), união da qual nasceram uma filha, Alice Gentil da Silva Martins (Lisboa, 25 de Outubro de 1928), Licenciada em Psicologia e casada em Lisboa, a 6 de Outubro de 1955, com Horácio Paulo Rey Colaço Menano (Lisboa, Santos-o-Velho, 30 de Março de 1925 - Abril de 2013), de asscendência Italiana, Francesa, Espanhola e Alemã, sobrinho materno de Amélia Rey Colaço, primo-irmão de Mariana Rey Monteiro e parente do 1.º Barão de Colaço e Macnamara, Licenciado em Medicina e Médico Pediatra, do qual foi primeira mulher, divorciados, com geração feminina, e dois filhos, os dois conhecidos clínicos António Gentil da Silva Martins e Francisco Gentil da Silva Martins, o primeiro o cirurgião plástico e cirurgião pediatra que chegou a ser 8.º Bastonário da Ordem dos Médicos de 1977 a 1986, actualmente famoso pelas operações aos gémeos siameses, este último oncologista.
Faleceu em finais de 1930, durante uma prova de tiro em Pedrouços. A sua morte, aparentemente, foi acidente, pois refere-se que a arma disparou acidentalmente. Aquando do seu falecimento, decerto que se tratava de uma pessoa importante, já que foi notícia em todos os jornais nacionais de 1930, desde "O Século" ao "Diário de Notícias", entre outros, sem falar duma missa que, uma semana depois, foi realizada na Igreja Paroquial de São Miguel do Rio Torto, e à qual ocorreu gente de praticamente todo o Concelho de Abrantes, tendo a referida Igreja ficado superlotada com mais de 3000 pessoas a querer assistir, segundo afirma o "Diário de Notícias" de 12 de Outubro de 1930. Em sua homenagem, a Avenida Principal do Rossio ao Sul do Tejo, a Avenida Dr. António Augusto da Silva Martins, recebeu o seu nome, e existe um Busto seu no Jardim do Castelo de Abrantes. O seu irmão João Augusto da Silva Martins Júnior dedicou-lhe o seguinte poema, que intitulou de António Martins:

“O destino foi cruel, ao roubar-te tão cedo
A todos nós, que a tua morte pranteamos...
E tu, António, partiste ... ias calmo e sem medo,
E contigo levaste as máguas que choramos
Oh! Tantas penas, tantas máguas doloridas,
Tanta lágrima, oh Deus! que por ti derramamos,
E tantos prantos cruéis, oh lágrimas sentidas,
Por ti, querido António, a quem nós tanto amamos!
E foste em vida um santo e essa grande bondade
Foi tão pura, senhor! Dae-nos por compaixão
De nosso ser divino a imensa piedade
que traga para nós toda a consolação
Ficamos, como vês, assim bem desolados
E a nossa dor foi grande, imensamente grande,
Como se a nossa alma se partisse aos bocados,
Tanta angústia ele encerra e em saudades se expande.”

— João Augusto da Silva Martins Júnior, António Martins
A 12 de Dezembro de 1930 foi feito Cavaleiro da Ordem Militar da Torre e Espada, do Valor, Lealdade e Mérito a título póstumo.